# تطبیق امپدانس
تطبیق امپدانس یا همخوان‌سازی رهبندی به فرایند هم‌خوان‌سازی امپدانس الکتریکی دیده‌شده از دو سر دو بخش از یک مدار الکتریکی که از راه آن سرها به هم متصل می‌شوند گفته می‌شود. تطبیق امپدانس دو کاربرد مهم دارد، یکی انتقال توان ماکزیمم برای امپدانس‌های مقاومتی، و دیگری جلوگیری از بازتاب یافتن امواج ولتاژ و جریان در محیط موج‌بَر. برای جلوگیری از بازتاب موج‌ها، امپدانس بار باید با امپدانس مشخصهٔ خط تطبیق داده شود. یکی از راه‌های رایج تطبیق امپدانس استفاده از ترانسفورماتور تطبیق امپدانس است.